# Lophotus capellei
Lophotus capellei is een straalvinnige vissensoort uit de familie van lintvissen (Lophotidae). De wetenschappelijke naam van de soort is voor het eerst geldig gepubliceerd in 1845 door Temminck & Schlegel.